# Eutychiusz (patriarcha Konstantynopola)
Eutychiusz, gr. Ευτύχιος (ur. ok. 512, zm. 5 kwietnia 582) – patriarcha Konstantynopola w latach 552–565 i  577–582.

## Życiorys
Pierwszy raz urząd patriarchy sprawował od  końca sierpnia 552 do stycznia 565 r. Został zesłany na okres 12 lat na Wyspy Książęce.
Drugi raz był patriarchą po śmierci Justyniana Wielkiego od 3 października 577 do 5 kwietnia 582 r. Jest świętym Kościoła prawosławnego, jego święto przypada 6 kwietnia.